# 최홍
최홍(?~)은 대한민국의 축구 선수로, 1986년 클루브 과라니에 입단하게 되면서 파라과이에서 뛰는 최초의 한국 축구 선수가 되었다.